# Trojan Revive Box Set
A Trojan Revive Box Set egy három lemezes  rocksteady  és reggae válogatás.  2002-ben adta ki a Trojan Records kiadó.

## Számok

### CD 1
1. Al & The Vibrators - Going Back Home
2. Stranger & Gladdy - Over Again
3. Lyn Taitt & The Jets - Why Am I Treated So Bad
4. Lloyd & Glen - Girl You're Cold
5. The Soul Tops - Swing, Baby, Swing
6. Joe White - My Guiding Light
7. Leslie Butler & The Gaytones - Revival
8. The Hamlins - News Carrier
9. Count Ossie & His Band - Blacker Black (Aka Africa)
10. Bunny & Ruddy - On The Town
11. Freddie McKay - So Long, Farewell
12. The Beckford - Easy Snappin'
13. The Tennors - Massie Massa
14. Larry Marshall - Money Girl
15. The Progressions - Live Only For Love
16. Junior Murvin - Magic Touch
17. The Emotions - Love You Most Of All

### CD 2
1. Keith & Tex - This Is My Song (Aka Let Me Be The One)
2. The Selectors & Lyn Taitt Orchestra - One True Love
3. Amiel Moodie & The Dandemites - Life Line
4. Boris Gardiner & The Keys - I'm Alone
5. The Mellotones - Banana Water (Aka Gimme, Gimme Girl)
6. Band Of Mercy & Salvation - Suffering Stink
7. Winston Francis - The Break
8. Lloyd & Randolph - It Ain't
9. Black & George - Candy Lady
10. Drumbago & The Blenders - The Game Song
11. Kable Drummond - Happy Time
12. Danny Simpson & The Supersonics - Out Of Sight
13. The Visions - The Girl I Love
14. The Beltones - Home Without You
15. The Crystalites - Splash Down
16. The Royals - A Hundred Pounds Of Clay

### CD 3
1. Trevor Shield - The Moon Is Playing Tricks On Me
2. Joe White - Never Let Me Go
3. Carl Cannonball Bryan & Jay Boys - Jay Fever (Aka Shining)
4. Rudy Mills - Tears On My Pillow
5. The Conquerors - Anywhere You Want To Go
6. The Clarendonians - Baby Don't You Do It
7. The Viceroys - Promises, Promises
8. The Gaylads - Wha' She Do Now
9. Tommy McCook & The Supersonics - Liquidator
10. The Bleechers - Ease Up
11. Rulers - Got To Be Free
12. The Silvertones - Intensified Change
13. Vic Taylor - My Heartaches (Reggae Mix)
14. Radcliffe Butler - You Got To Love Me
15. Stranger & Gladdy - Pretty Cottage
16. Winston Shand & The Shieks - Life Is But A Dream
17. Ike Bennett & The Crystalites - Stop That Man (Aka Easy Ride)

## Külső hivatkozások
- https://web.archive.org/web/20071016224352/http://roots-archives.com/release/3756
- http://www.savagejaw.co.uk/trojan/tjetd029.htm Archiválva 2007. november 28-i dátummal a Wayback Machine-ben